# Liste des châteaux irlandais par province
Cette liste non exhaustive répertorie les principaux châteaux en Irlande.
| Ulster Leinster Connacht Munster |

Elle inclut les châteaux au sens large du terme, c'est-à-dire :
- les châteaux et châteaux forts (généralement bâtis en milieu rural, y compris chartreuses, gentilhommières, logis seigneuriaux, maisons fortes, manoirs).
- les palais (généralement bâtis en milieu urbain)
- les donjons
- les domaines viticoles, présentant un édifice répondant à la définition de château

quel que soit leur état de conservation (ruines, bâtiments d'origine ou restaurés) et leur statut (musée, propriété privée, ouvert ou non à la visite).
Elle exclut :
- les citadelles
- les domaines viticoles qui n'ont de château que le nom, en l'absence d'édifice répondant à la définition de château.

À la vue du nombre d'homonymies de noms de châteaux, quelquefois même à l'intérieur d'une province, merci de préciser la commune, et si possible l'époque, s'il est classé, s'il est ouvert au public et éventuellement anecdote du château lorsqu'il n'a pas encore d'article.
| Symbole          | Signification       |
| ---------------- | ------------------- |
| Ruine ou disparu | Ruine               |
| Château fort     | Château fort        |
| Renaissance      | Château Renaissance |
| Palais           | Palais              |
| Domaine viticole | Domaine viticole    |

## Munster

### Comté de Cork
- Château de Blackrock
- Château de Blarney, à Blarney
- Château de Carrignacurra
- Château de Desmond, à Kinsale
- Château de Kilcrea

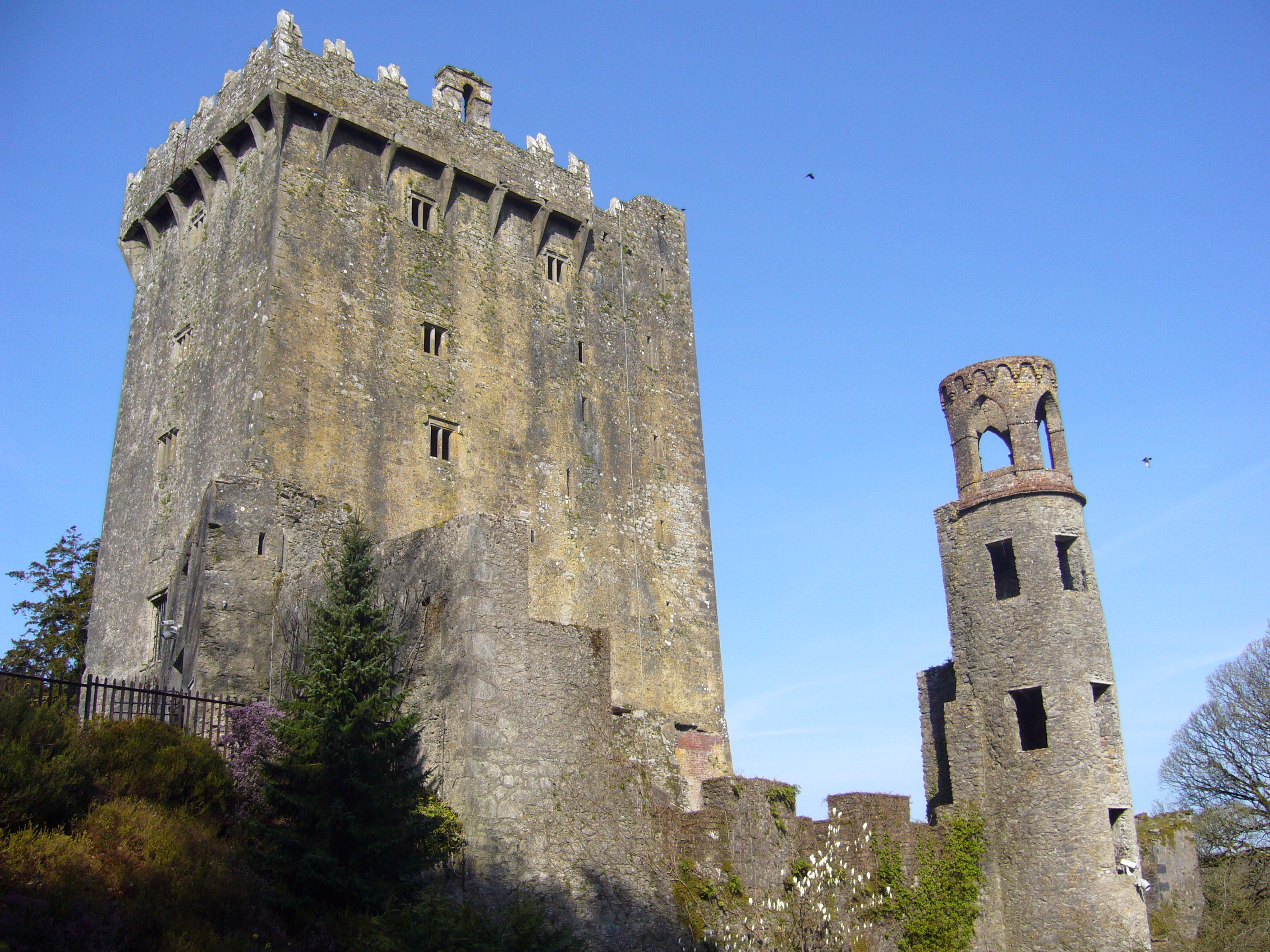
Château de Blarney

- Château de Barryscourt, à Carrigtwohill
- Château de Macroom
- Château de Baltimore
- Château de Kanturk
- Château de Carrigaphooca
- Château de Drishane
- Château de Carrigrohane

### Comté de Kerry

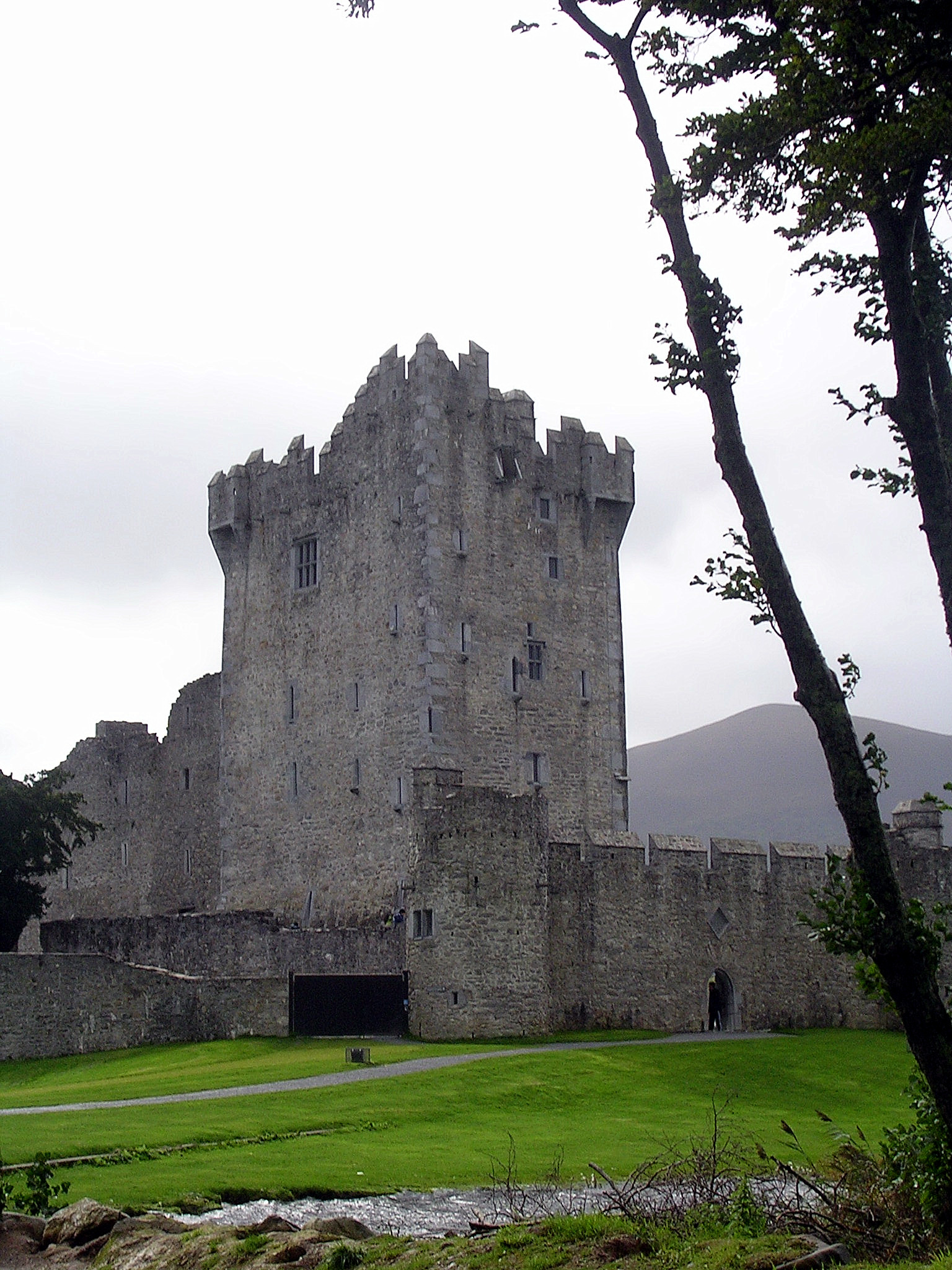
Château de Ross

- Château de Ballycarbery
- Château de Carrigafoyle
- Château de Dromore
- Château de Listowel
- Château de Ross

### Comté de Waterford
- Château de Lismore

### Comté de Clare
- Château de Ballyportry
- Château de Boston

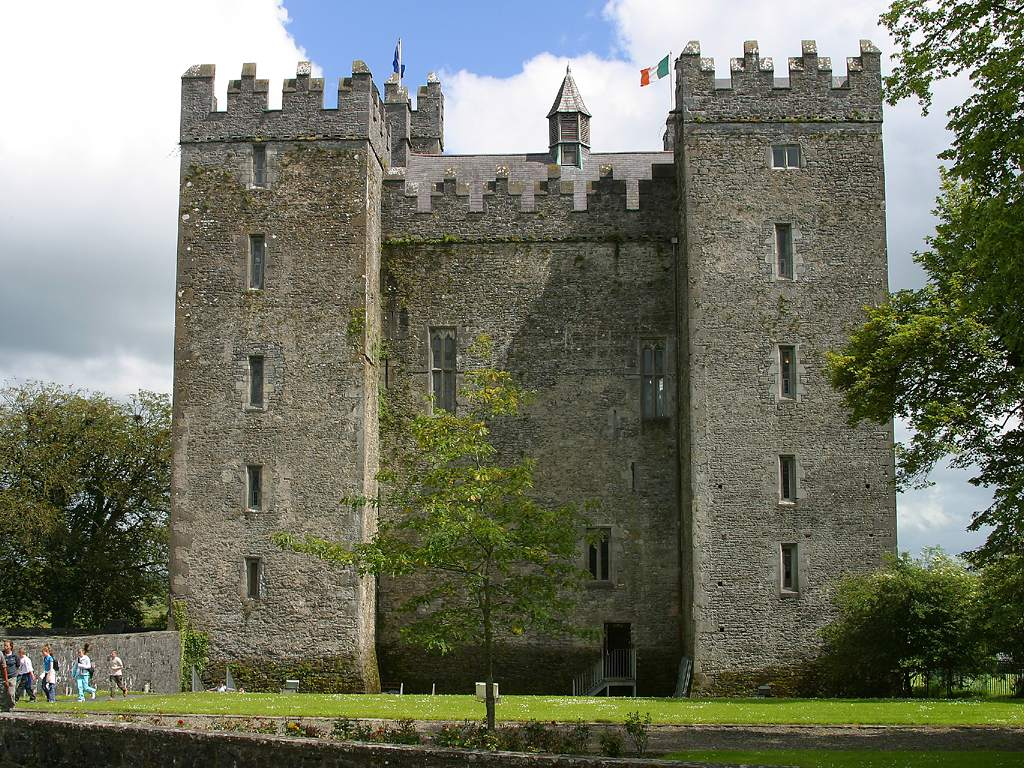
Château de Bunratty

- Château de Bunratty, à Newmarket-on-Fergus
- Château de Carrigaholt
- Château de Doonagore
- Château de Dromoland
- Château d’O'Dea
- Château de Knappogue
- Château de Leamaneagh
- Château de Tromra
- Château de Tuamgraney

### Comté de Tipperary
- Château de Cahir, à Cahir

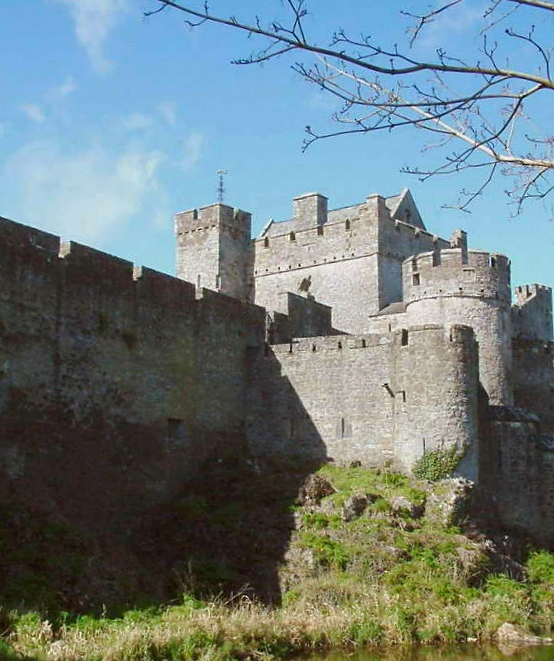
Château de Cahir

- Château de Cashel ou Rock of Cashel, à Cashel
- Château d’Ormond
- Château de Roscrea
- Château de Shanbally
- Château de Nenagh

### Comté de Limerick
- Château d’Askeaton
- Château de Ballygrennan
- Black Castle
- Château de Bourchier
- Château de Carrigogunnell
- Château de Desmond
- Château de Glin
- Château du roi John
- Château de Lisnacullia
- Château de Matrix
- Château de Rockstown
- Château de Troy
- Château de Williamstown

## Leinster

### Comté de Carlow
- Château de Ballyloughan, près de Bagenalstown
- Château de Ballymoon, près de Bagenalstown
- Château de Carlow, à Carlow
- Château de Leighlinbridge, à Leighlinbridge

### Comté de Dublin

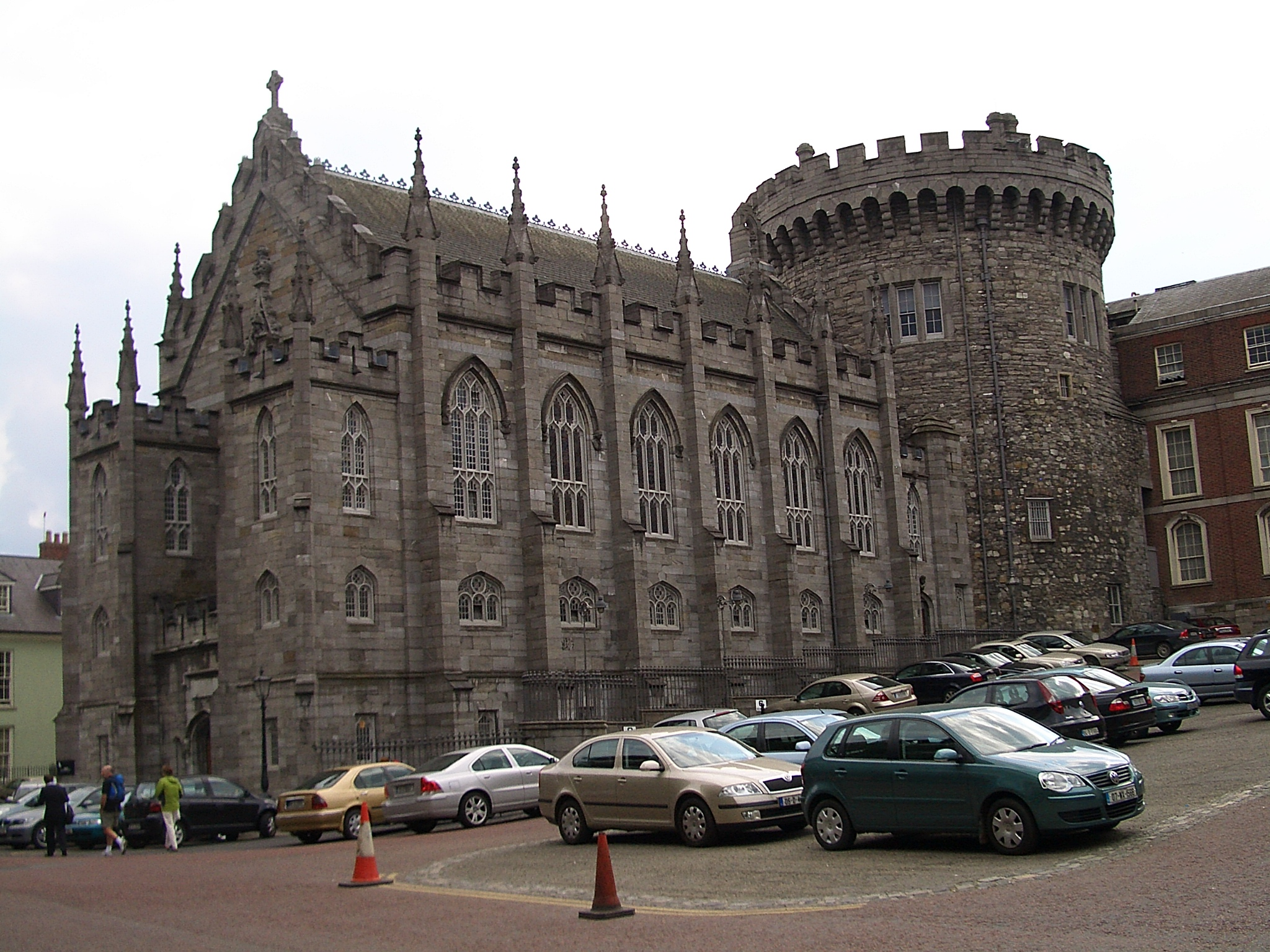
Château de Dublin

- Château d’Ardgillan
- Château d'Ashtown
- Château de Castleknock
- Château de Clontarf
- Château de Dublin, à Dublin
- Château de Howth
- Château de Luttrellstown
- Château de Malahide
- Château de Swords

### Comté de Kildare
- Château de Leixlip
- Château de Maynooth

### Comté de Kilkenny
- Château de Burnchurch
- Château de Clara
- Château de Foulksrath
- Château de Gowran
- Château de Granagh
- Château de Kilkenny

### Comté de Laois
- Dunamase

### Comté de Louth
- Château de Termonfechin

### Comté de Meath

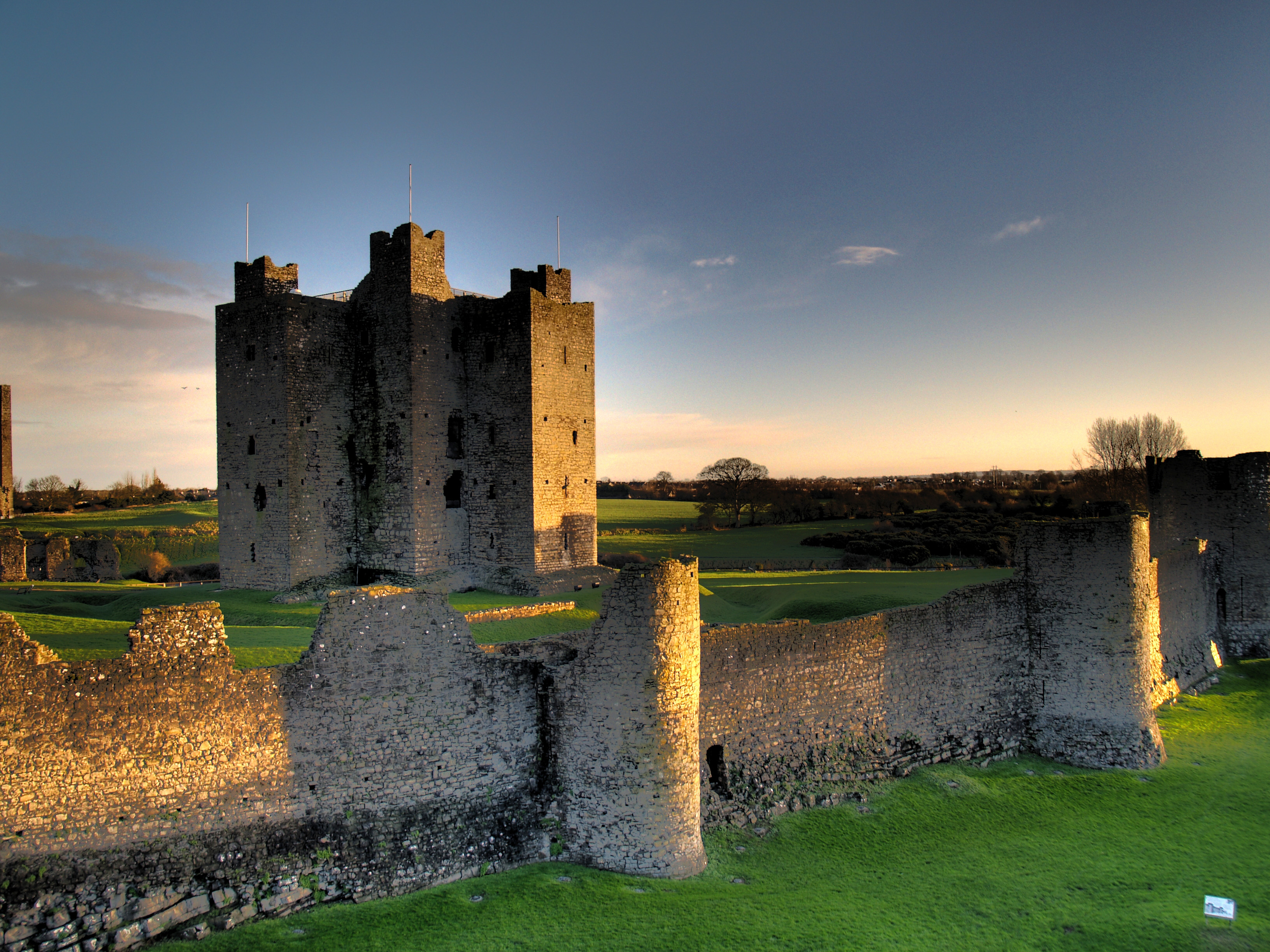
Château de Trim

- Château de Dunsany
- Château de Slane
- Château de Trim, à Trim

### Comté de Offaly
- Château de Birr
- Château de Leap
- Château de Charleville

### Comté de Westmeath

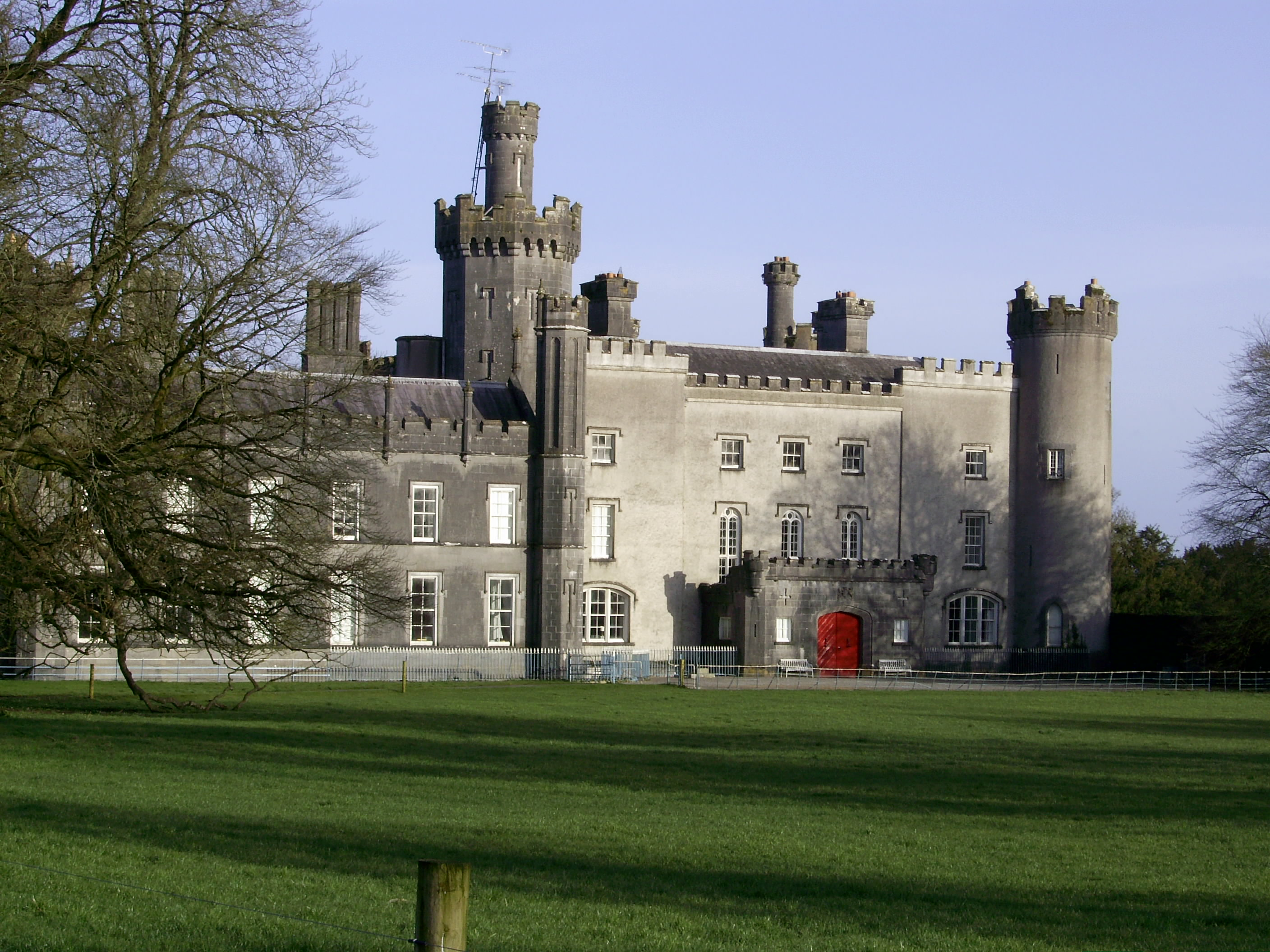
Château de Tullynally
Castlepollard

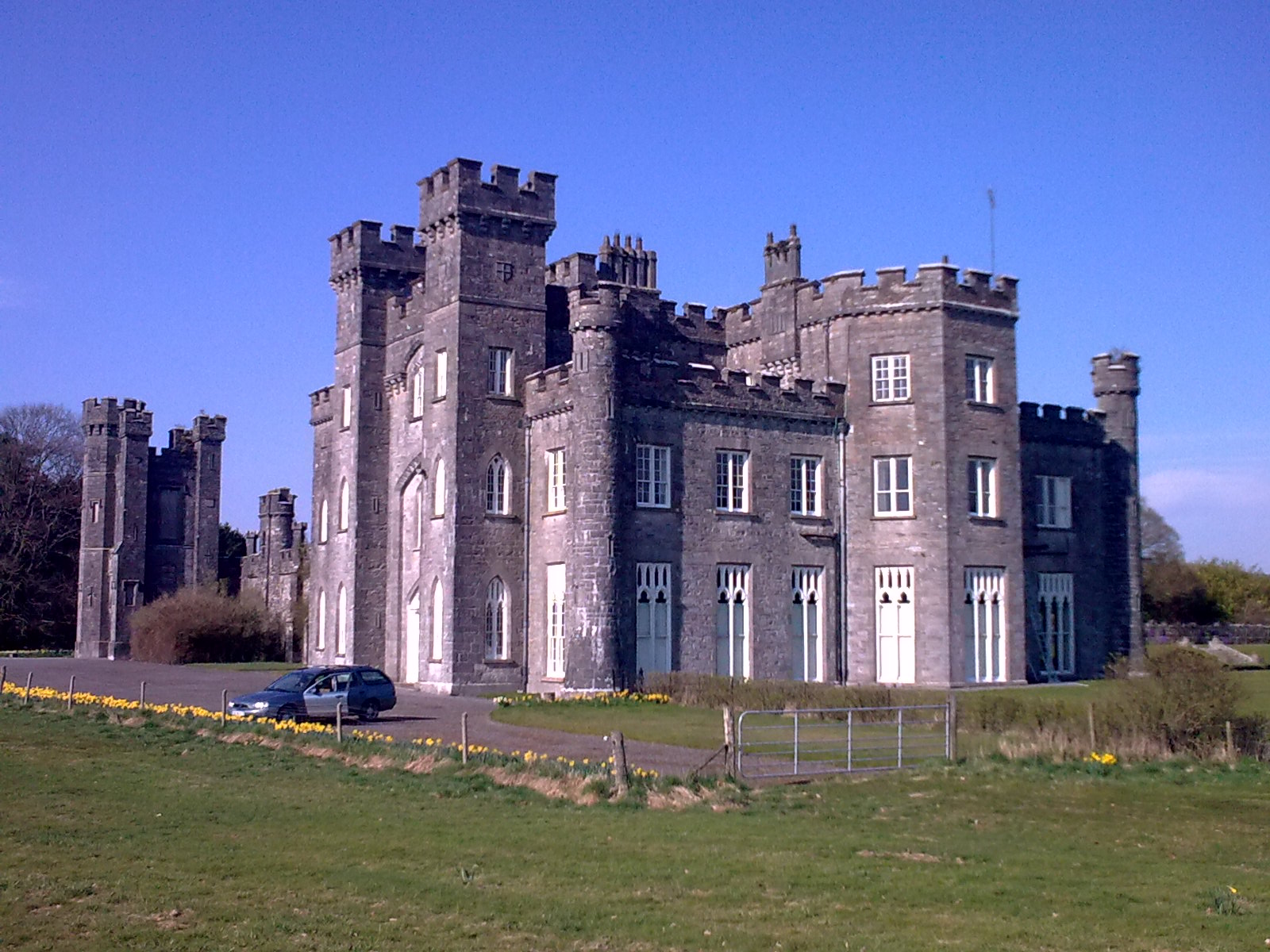
Château de Knockdrin
Mullingar

- Château d’Athlone
- Château de Ballinlough
- Delvin Castle
- Killua Castle
- Château de Knockdrin
- Moydrum Castle
- Château de Tullynally
- Tyrrellspass Castle

### Comté de Wexford
- Château de Ballyhack
- Château de Enniscorthy
- Château de Johnstown
- Château de Rathlannon

## Connacht

### Comté de Galway

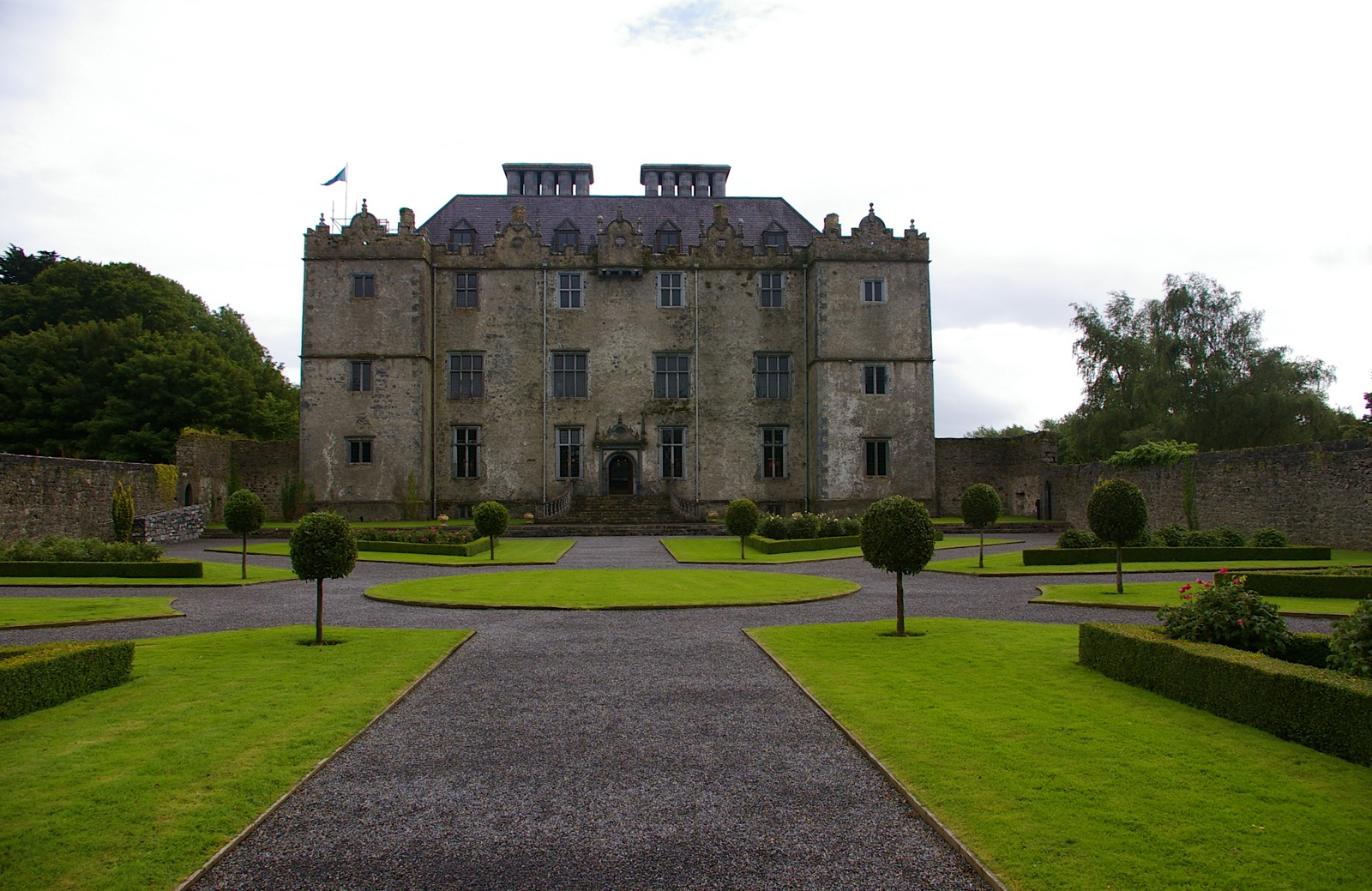
Château de Portumna

- Château d’Aughnanure
- Château de Ballymore
- Clifden Castle
- Château de Dunguaire
- Château de Lynch's
- Château de Menlow
- Château de Portumna

### Comté de Mayo
- Château d’Ashford
- Rockfleet Castle

### Comté de Roscommon
- Château de Roscommon
- Château de Rindown
- Strokestown Park

### Comté de Sligo
- Château de Parke
- Château de Classiebawn

## Ulster

### Comté d'Antrim
Comté britannique
- Château d'Antrim
- Château de Ballygally
- Château de Belfast
- Château de Carrickfergus
- Castle Upton
- Château de Dunluce
- Château de Dunseverick
- Château de Glenarm
- Château de Kinbane
- Olderfleet
- Château de Shane's

### Comté d'Armagh

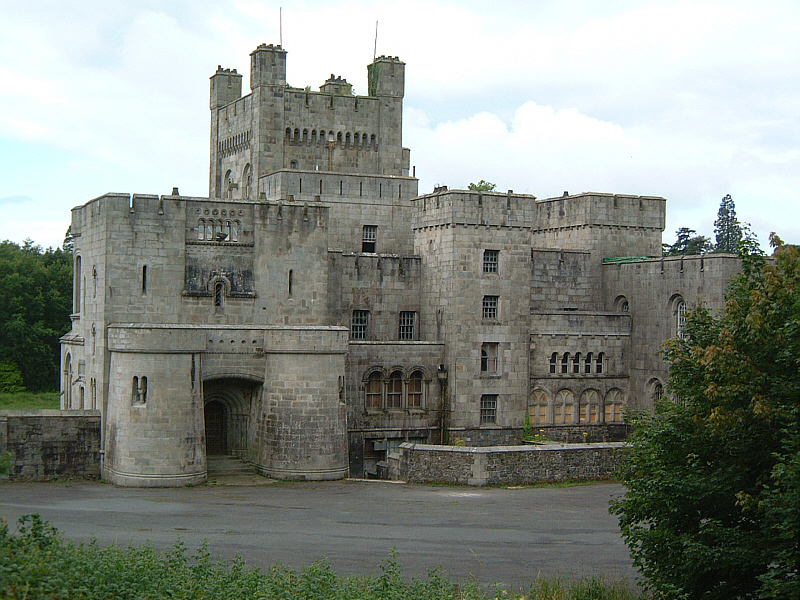
Château de Gosford.

Comté britannique
- Château de Creevekeeran
- Château de Gosford
- Château de Moyry
- Tynan Abbey

### Comté de Donegal

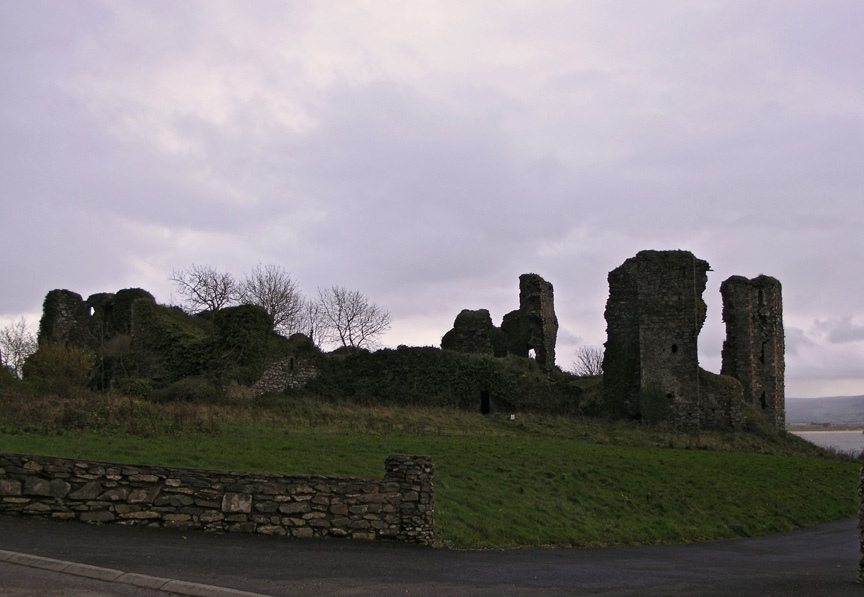
Fort Donegal

- Caisleán na dTuath /Château de Doe
- Château de Donegal
- Château de Glenveagh
- Château de Greencastle

### Comté de Down
Comté britannique
- Château d'Ardglass
- Château d'Audley
- Château de Bangor
- Château de Bright
- Clandeboye
- Château de Clough
- Château de Cowd
- Château de Dundrum
- Greencastle
- Château de Hillsborough
- Château de Jordan
- King's Castle
- Château de Kilclief
- Château de Killyleagh
- Château de Kirkistown
- Château de Margaret
- Château de Narrow Water
- Château de Portaferry
- Château de Quintin
- Château de Quoile
- Château de Sketrick
- Château de Strangford
- Château de Walshestown

### Comté de Fermanagh
Comté britannique
- Château Balfour
- Château de Coole
- Château de Crom
- Château d'Enniskillen
- Château de Knockninny
- Monea Castle
- Château de Necarne
- Château de Portora
- Château de Tully

### Comté de Londonderry
Comté britannique
- Château de Dawson
- Drenagh
- Château de Dungiven

### Comté de Tyrone
Comté britannique
- Château de Benburb
- Château de Caulfield
- Château d'Harry Avery
- Château de Killymoon
- Château de Mountjoy
- Château de Roughan
- Château de Stewart